# Jovino (conde das sagradas liberalidades)
Jovino (em latim: Iovinus) foi um oficial romano do século IV, ativo sob os imperadores Constâncio II (r. 337–361), Valentiniano I (r. 364–375) e Valente (r. 364–378). O sofista Libânio afirma que ele era famoso por sua habilidade como retor e que casou em Antioquia em 363/364. Jovino e seu irmão Olimpo foram influentes na corte em 357 e em 358, ele visitou Clemácio na Palestina. Entre 364-365, Jovino é novamente citado como tendo influência na corte e desta vez diz-se que tinha um ofício. Talvez foi conde da fortuna privada ou conde das sagradas liberalidades.